# Огнемётчик
Огнемётчик — военнослужащий Войск радиационной, химической и биологической защиты, ранее химических, основным вооружением которого служит огнемёт и военно-учётная специальность, военная профессия.

## История
Основное содержание деятельности огнемётчика — ведение боевых действий по уничтожению огнём живой силы, вооружения и военной техники, инженерных сооружений и транспортных средств на поле боя и в тылу противника, создания пожаров, постановка дымовых завес.
Для придания команде огнемётчиков мобильности, разработана и находится на вооружении Вооружённых сил Российской Федерации (ВС России) специальная модификация БМП — боевая машина огнемётчиков.
Ранцевые (носимые) огнемёты используются для вооружения одного военнослужащего. Тяжёлые огнемёты требуют боевого расчёта в несколько человек.
История профессии огнемётчика тесно связана с историей их основного оружия.
Первое боевое применение огнемёта произвела германская армия 30 июля 1915 года, во время Первой мировой войны.

## Галерея

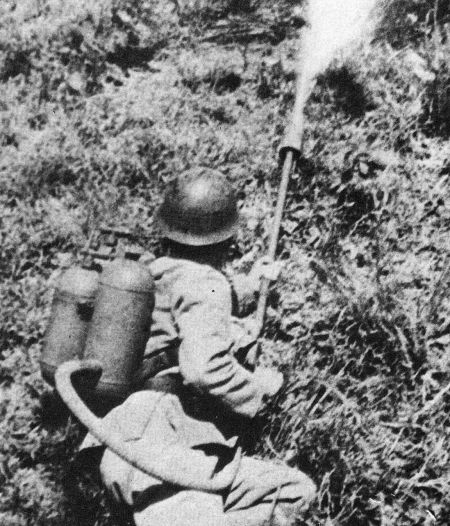
Японский огнемётчик с Тип 93. 1941
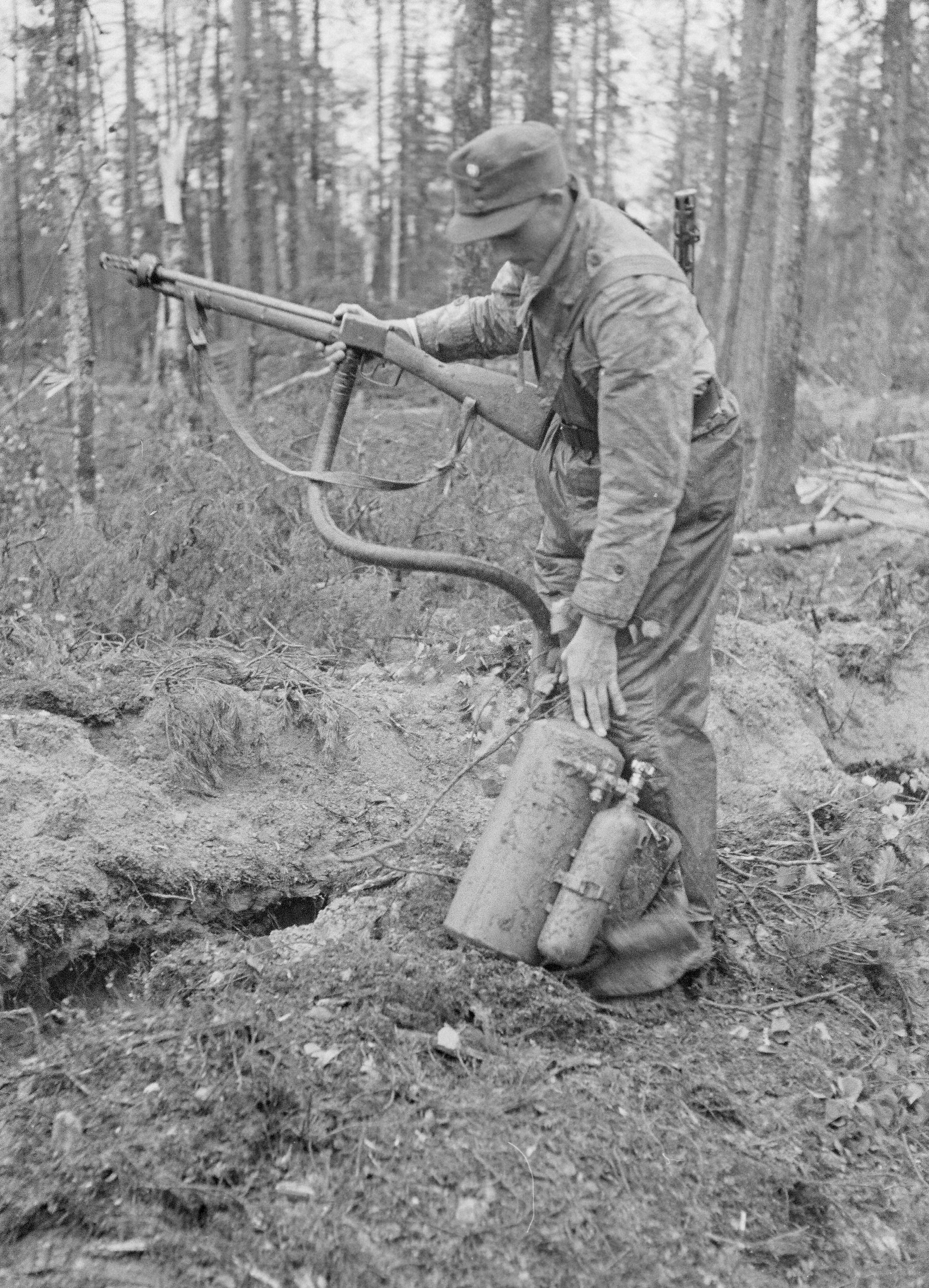
Огнемётчик с РОКС-3. 1943
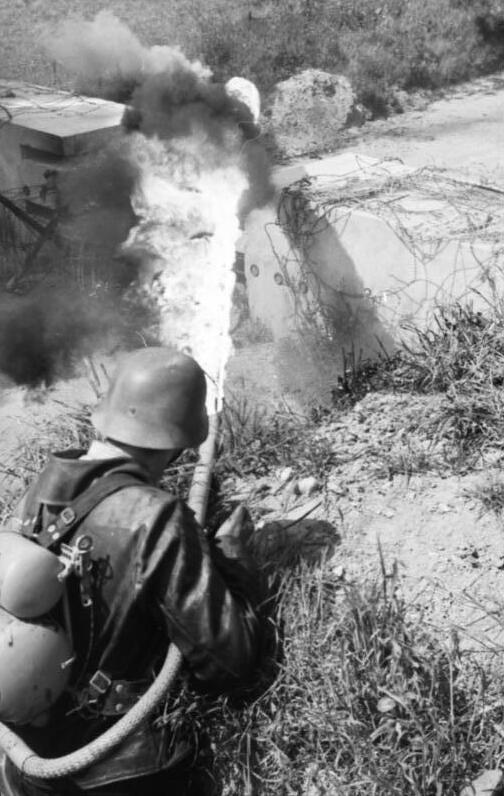
Немецкий солдат-огнемётчик, 1944 год.
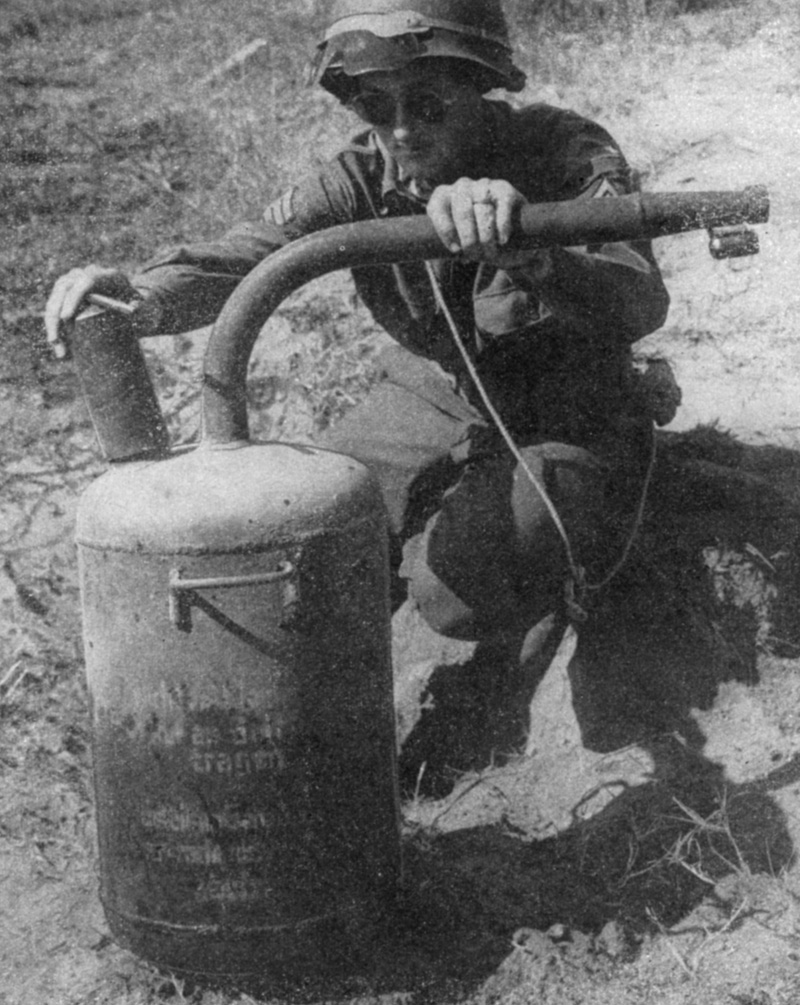
Огнемётчик с ФОГ-2. 1945
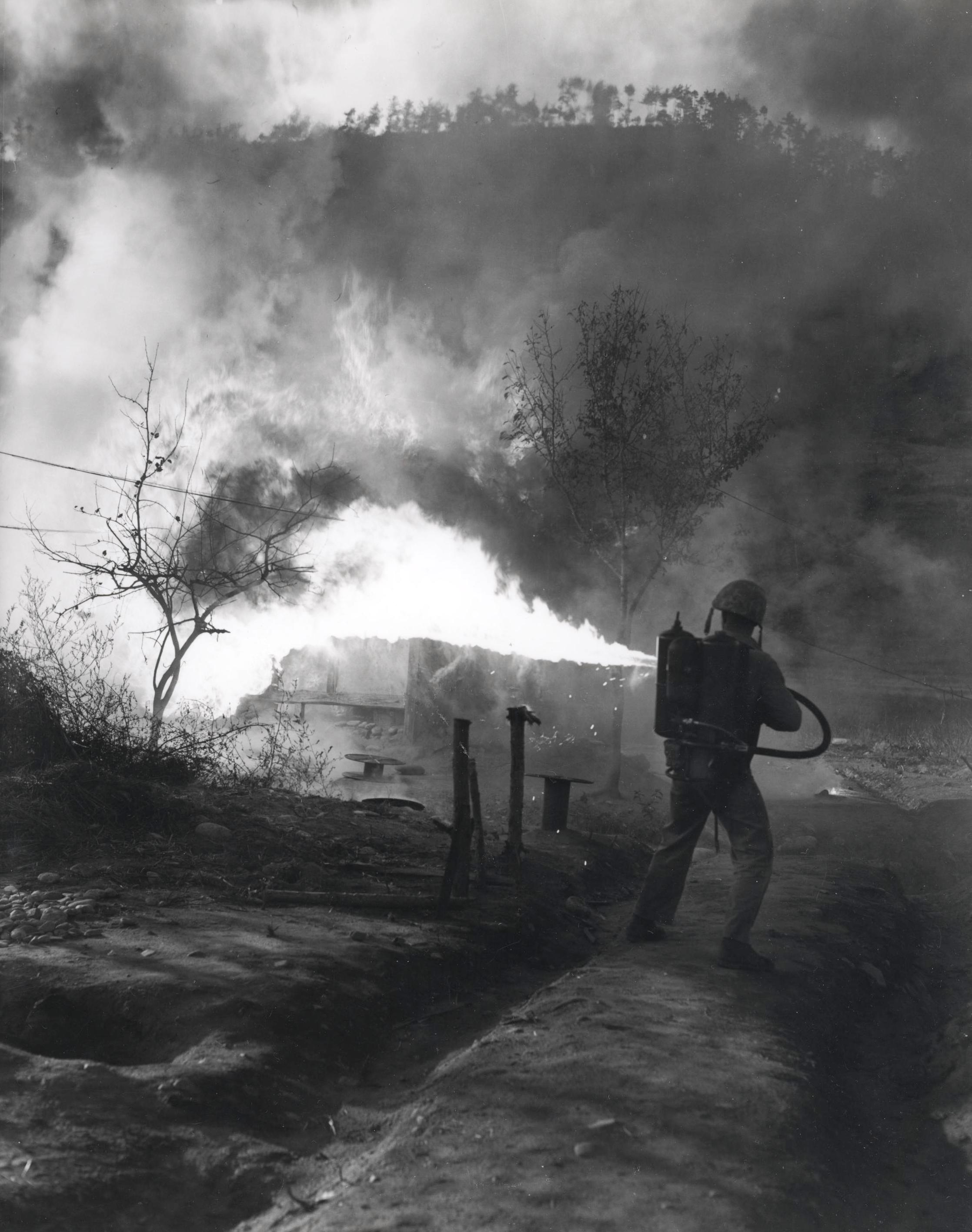
Американский огнемётчик, 1 дмп, Корея, 1951 год.
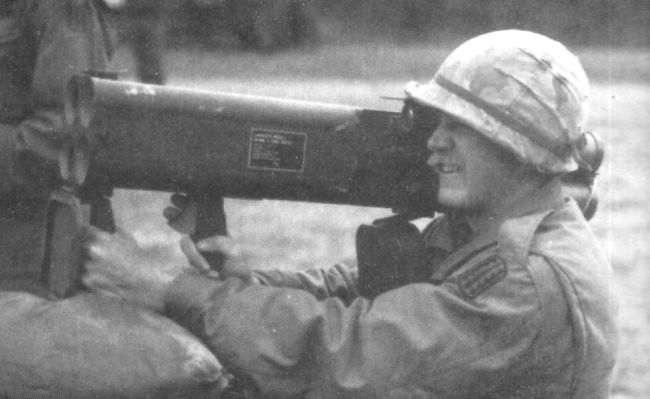
Прицеливание из реактивного огнемёта M202A1 FLASH.
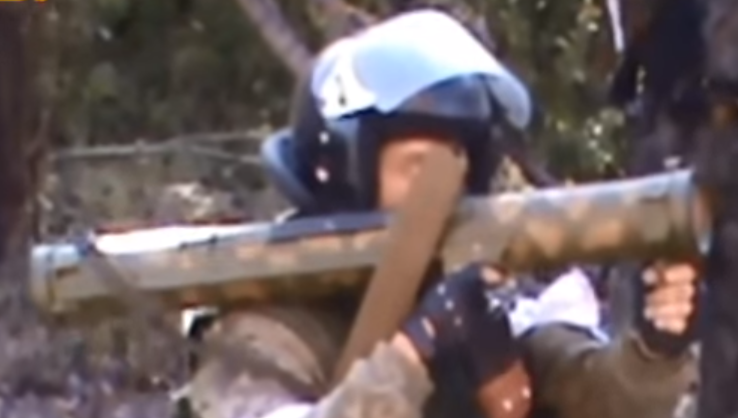
Огнемётчик с РПО-А Шмель
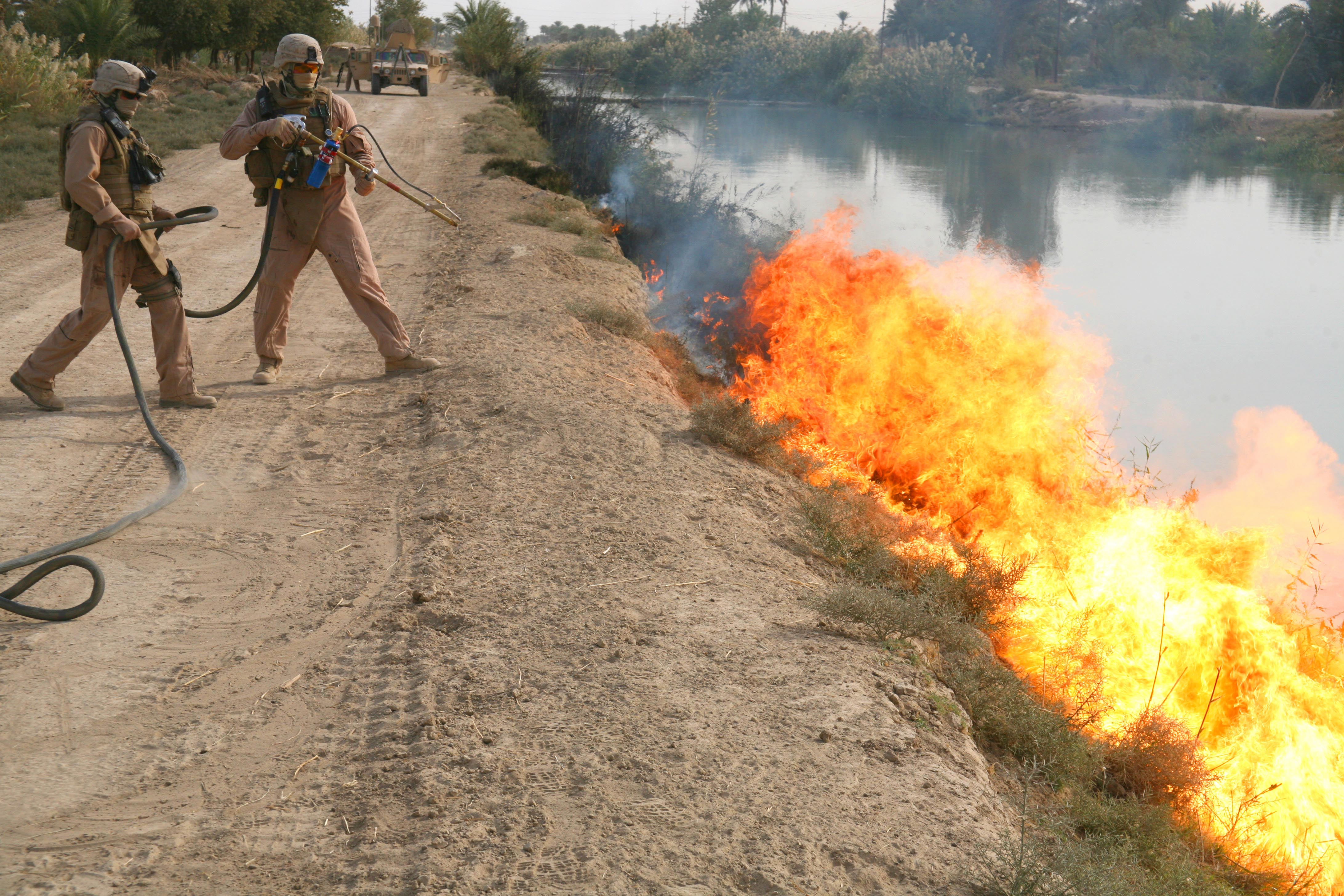
Американские огнемётчики, КМП, Ирак, 2007 год.